# Ochicanthon tristis
Ochicanthon tristis là một loài bọ cánh cứng trong họ Bọ hung (Scarabaeidae).